# Valentín Cidón
Valentín Cidón Manso (León, España, 21 de abril de 1959) es un exfutbolista español que se desempeñaba como delantero.

## Clubes
| Club                          | País   | Año       |
| ----------------------------- | ------ | --------- |
| Real Madrid Castilla C. F.    | España | 1978-1981 |
| Real Racing Club de Santander | España | 1982-1985 |
| Deportivo Alavés              | España | 1985-1986 |
| Atlético Marbella             | España | 1987-1989 |
| Linares Club de Fútbol        | España | 1989-1990 |
| Club Deportivo Los Boliches   | España | 1990-1991 |
| Unión Deportiva San Pedro     | España | 1993-1995 |